# Werner Hinz
Werner Hinz (* 18. Januar 1903 in Berlin; † 10. Februar 1985 in Hamburg) war ein deutscher Schauspieler.

## Leben

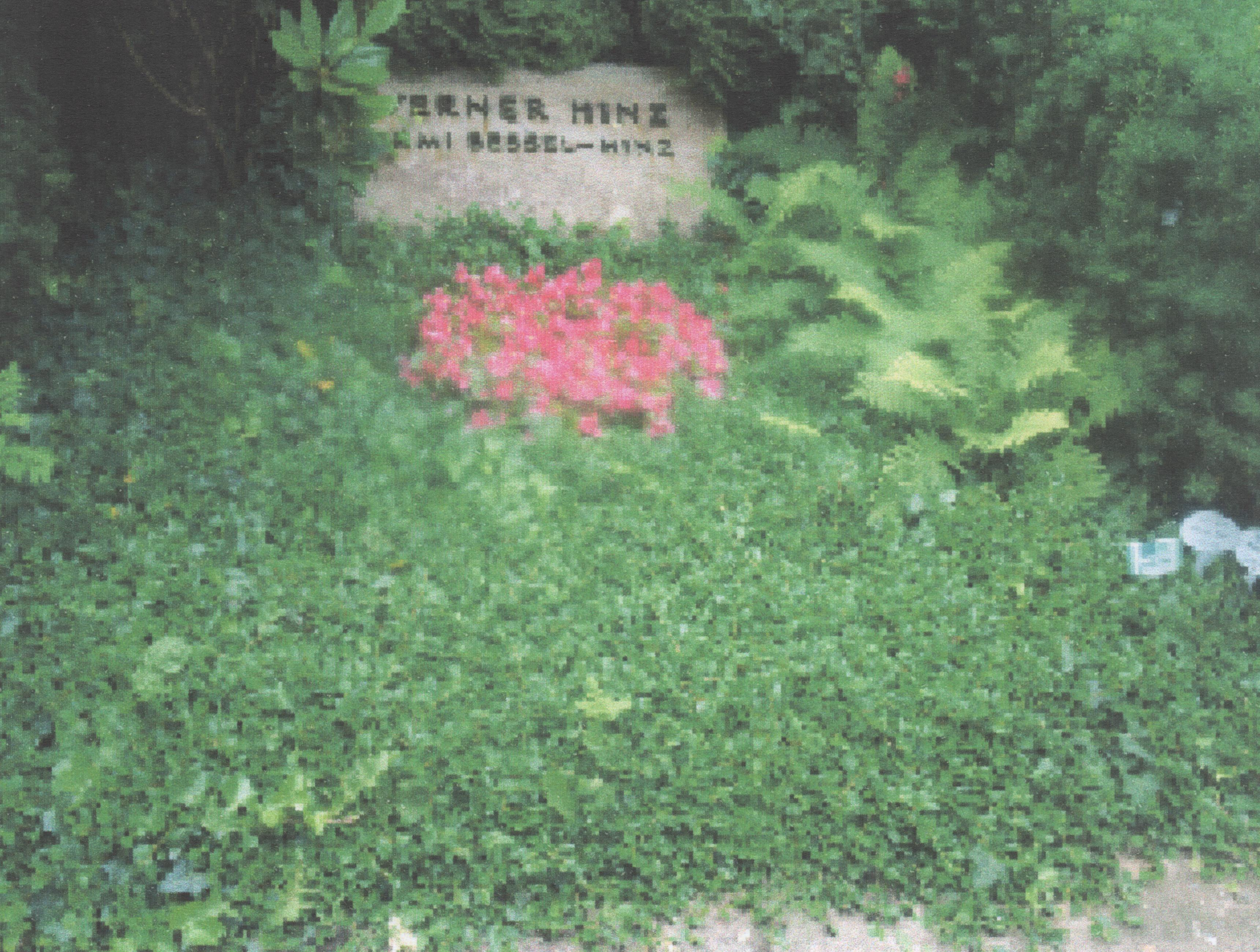
Grabstätte von Werner Hinz

Seine Eltern waren der Prokurist Oskar Hinz und dessen Ehefrau Hedwig Hinz, geborene Abel. Werner Hinz studierte nach der Oberrealschule und einer nicht abgeschlossenen kaufmännischen Lehre von 1920 bis 1922 an der Max-Reinhardt-Schule des Deutschen Theaters und debütierte dort 1922 mit dem Theaterstück Frühlings Erwachen von Frank Wedekind. Er spielte dann 1924/25 an den Hamburger Kammerspielen, 1928/29 am Schauspielhaus Zürich, 1929 bis 1932 in Darmstadt, 1932 bis 1939 am Deutschen Schauspielhaus Hamburg und 1939 bis 1944 an der Volksbühne Berlin, dann 1947 bis 1950 wieder am Deutschen Theater. Er verfügte über ein breites Rollenspektrum, Georg Hensel bezeichnete ihn in seinem Nachruf 1985 als „Mann ohne Eigenschaften, dem alle Eigenschaften zu Gebote standen.“
Seinen ersten Filmauftritt hatte er 1929 in dem Schweizer Kurzfilm Hallo Switzerland!, sein eigentliches Filmdebüt gab er 1935 als Kronprinz Friedrich mit dem Film Der alte und der junge König. 1940/41 verkörperte er in dem NS-Propagandafilm Ohm Krüger den Sohn des Burenführers. Hinz stand 1944 in der Gottbegnadeten-Liste des Reichsministeriums für Volksaufklärung und Propaganda.
Die Figuren des Charakterdarstellers Hinz sind regelmäßig ernst und manchmal arrogant wie als Kaiser Wilhelm in Die Entlassung, berechnend wie als Zaharoff in Herz der Welt, würdig wie als Konsul Buddenbrook in Buddenbrooks und wiederholt Militärperson wie als Generaloberst Beck in Der 20. Juli. Als Synchronsprecher lieh er u. a. Gregory Peck (Affäre Macomber), Michel Piccoli (Der Sprung ins Leere), Stephen McNally (Winchester ’73) und Ralph Richardson (Anna Karenina, 1947; Kleines Herz in Not) seine Stimme.
Werner Hinz war in erster Ehe ab 1926 mit der Schriftstellerin und Übersetzerin Ilona Koenig und nach der Scheidung ab 1934 mit der Schauspielerin Ehmi Bessel verheiratet. Ihre zwei Kinder Knut und Michael wurden ebenfalls Schauspieler. Auch die Tochter Dinah, die aus einer Beziehung von Ehmi mit dem Fliegergeneral Ernst Udet stammte, wurde Schauspielerin.
Werner Hinz ist auf dem Berliner Friedhof Dahlem beigesetzt.
Sein schriftlicher Nachlass befindet sich im Archiv der Akademie der Künste in Berlin.

## Filmografie (Auswahl)
- 1934: Der alte und der junge König
- 1936: Weiße Sklaven
- 1937: Die Warschauer Zitadelle
- 1938: Jugend
- 1939: Der Vierte kommt nicht
- 1940: Bismarck
- 1940: Der Fuchs von Glenarvon
- 1940: Traummusik
- 1941: Mein Leben für Irland
- 1941: Ohm Krüger
- 1942: Schicksal
- 1942: Die Entlassung
- 1943: Großstadtmelodie
- 1943: Wildvogel
- 1944/49: Ruf an das Gewissen
- 1944: Das Herz muß schweigen
- 1945: Meine Herren Söhne
- 1945: Der Fall Molander (unvollendet)
- 1947: In jenen Tagen
- 1949: Der Biberpelz
- 1949: Die Buntkarierten
- 1949: Martina
- 1951: Die Schuld des Dr. Homma
- 1952: Herz der Welt
- 1954: Feuerwerk
- 1954: Geständnis unter vier Augen
- 1954: Der letzte Sommer
- 1955: Der 20. Juli
- 1955: Du darfst nicht länger schweigen
- 1955: Geliebte Feindin
- 1955: Hotel Adlon
- 1956: Nina
- 1957: Made in Germany – Ein Leben für Zeiss
- 1957: Bekenntnisse des Hochstaplers Felix Krull
- 1958: Herz ohne Gnade
- 1958: Unruhige Nacht (1958)
- 1958: Das Mädchen vom Moorhof
- 1959: Der blaue Nachtfalter
- 1959: Buddenbrooks (zwei Teile)
- 1959: Geheimaktion Schwarze Kapelle
- 1960: Der letzte Zeuge
- 1961: Die Stunde, die du glücklich bist
- 1961: Das Kartenspiel
- 1961: Der Lügner
- 1961: Verdammt die jungen Sünder nicht (Morgen beginnt das Leben)
- 1962: Der längste Tag (The Longest Day)
- 1964: Totentanz
- 1964: Tonio Kröger
- 1964: Dr. med. Hiob Prätorius
- 1967: Rheinsberg
- 1967: Der Paukenspieler
- 1968: Morgens um sieben ist die Welt noch in Ordnung
- 1969: Wenn süß das Mondlicht auf den Hügeln schläft
- 1969: Kim Philby war der dritte Mann (Fernsehfilm)
- 1971: Tatort – Mordverdacht (Fernsehreihe)
- 1974: Die Jungfrau von Orleans
- 1974: Der Kommissar (Fernsehserie, Folge Jähes Ende einer interessanten Beziehung)
- 1977: Derrick (Fernsehserie, Folge Das Kuckucksei)
- 1977: Eichholz und Söhne (Fernsehreihe)
- 1978: Der Schimmelreiter
- 1978: Jugend, Liebe und die Wacht am Rhein (als Bismarck, Fernsehfilm)
- 1979: Nachbarn und andere nette Menschen
- 1979: Nathan der Weise
- 1982: Das Traumschiff – Grenada (Fernsehreihe)
- 1983: Nordlichter: Geschichten zwischen Watt und Weltstadt (Fernsehserie)

## Theater
- 1948: William Shakespeare: Maß für Maß (Herzog) – Regie: Wolfgang Langhoff (Deutsches Theater Berlin – Kammerspiele)
- 1949: Johann Wolfgang von Goethe: Faust. Eine Tragödie (Mephisto) – Regie: Wolfgang Langhoff (Deutsches Theater Berlin)
- 1949: Bertolt Brecht: Mutter Courage und ihre Kinder (Feldprediger) – Regie: Erich Engel (Berliner Ensemble im Deutschen Theater Berlin)

## Hörspiele (Auswahl)
- 1947: Hans Sattler: Der Weg aus dem Dunkel – Regie: Alfred Braun (Berliner Rundfunk)
- 1954: Michael Brett: Dem Reißer entsprungen – Regie: Fritz Benscher (BR)
- 1980: Friedrich Ch. Zauner: Anrufe (Berto) – Regie: Ferry Bauer (Hörspiel – ORF Oberösterreich)

## Auszeichnungen
- 1949 erhielt er für seine schauspielerische Leistung in Bertolt Brechts Mutter Courage und ihre Kinder am Berliner Ensemble in einem Kollektiv den Nationalpreis der DDR.
- 1968: Bambi
- 1974: Großes Verdienstkreuz der Bundesrepublik Deutschland
- 1980: Carl-Zuckmayer-Medaille[4]
- 1983: Goldene Kamera[5]
- 1983: Silberne Maske der Hamburger Volksbühne